# Just Manuel Casero i Madrid

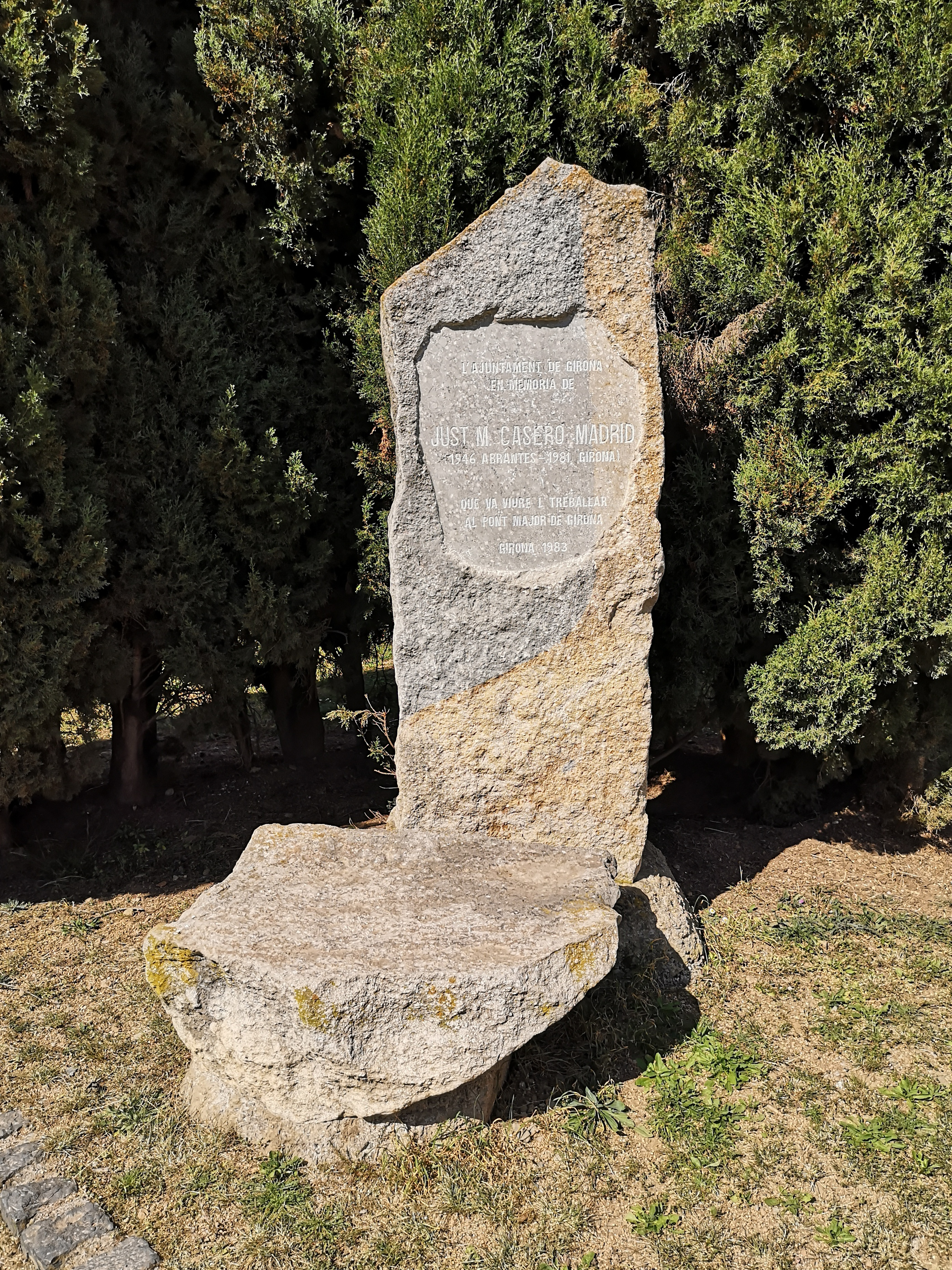
Monòlit a Just M. Casero, erigit el 1983 al barri del Pont Major de Girona.

Just Manuel Casero i Madrid   (Rossio ao Sul do Tejo, 5 de juny de 1946 - Girona, 31 de gener de 1981) fou un periodista, escriptor, i polític català. D'origen extremeny, va morir prematurament. Destacà com a líder cristià i socialista durant el franquisme, la transició i l'inici de la recuperació democràtica a les comarques gironines. Va ser regidor de l'Ajuntament de Girona i diputat provincial.

## Biografia[1]
Neix al veïnat Rossio ao sul do Tejo del municipi d'Abrantes (Portugal), el 5 de juny de 1946 on la seva família, d'origen extremeny, havia emigrat l'any 1942. Era el quart de set germans d'una família molt humil. El 1950 la seva família tornà a emigrar a Figueres (Alt Empordà). La infància i la joventut les va viure en condicions familiars molt dures i precàries: en una cova, una barraca de pagès o una nau abandonada.

## Trajectòria durant el franquisme[2]
Va estudiar a un col·legi de monges de l'auxili social i, més tard, el 1957, amb 9 anys, va entrar al Seminari de Girona. Allà va aprendre català i sota el magisteri de Modest Prats va començar a escriure textos literaris i periodístics. Va abandonar el seminari per una crisi vocacional, però va continuar vinculat a l'església diocesana com a periodista i locutor de Ràdio Popular de Figueres, en col·laboració amb Jaume Guillamet i Jordi Vallmajó, i al setmanari Vida parroquial. Va entrar de monitor de colònies i després va ser secretari del Servei de Colònies de Vacances i dirigent de l'Escola de l'Esplai de Girona. També va ser membre de la Junta del Casino Menestral i es va implicar en el moviment veïnal del barri del Bon Pastor, avui dia anomenat de Sant Joan, de Figueres.
Feu el servei militar a Sant Climent de Sescebes (1967) sense abandonar el contacte amb la vida cultural de Figueres. Va trobar feina d'administratiu i després a la revista Presència i al diari barceloní Tele/eXpres, com a periodista. Més endavant, va escriure el llibre Girona grisa i negra (1972), juntament amb Narcís-Jordi Aragó, Jaume Guillamet i Pius Pujades. Es va casar el 1971 a Cantallops amb Maria Mercè Gumbau Reynalt amb qui va tenir dos fills, Bernat Casero Gumbau (1972) i Roger Casero Gumbau (1974). En l'àmbit professional, va continuar amb una tasca intensa en el periodisme i altres activitats. Va ser un dels impulsors de la cooperativa de pares de l'escola Natzaret de Girona i col·laborador del Teatre Experimental Independent (TEI) de Banyoles i del grup Inteatrex, derivat de l'anterior.
El 1974 va ingressar a Convergència Socialista de Catalunya i va participar en el procés d'unificació socialista. Paral·lelament, es va involucrar en l'Assemblea de Catalunya a partir de les Assemblees democràtiques de Girona i de l'Alt Empordà. El 24 de gener de 1976 serà un dels representants de la comissió que va lliurar un manifest sobre l'amnistia a l'alcalde de Figueres. El 8 de febrer de 1976 va resultar ferit i va perdre la visió de l'ull esquerre a Barcelona en les grans manifestacions per l'amnistia. L'artista Enric Marquès Ribalta li va fer un retrat amb l'ull tapat amb la finalitat de recaptar fons per a sufragar el cost de l'operació de l'ull afectat per la pilota de goma. El quadre es pot veure actualment a l'espai dedicat a la transició democràtica del Museu d'Història de Girona. La seva imatge amb l'ull tapat es va convertir en una icona als mitjans de comunicació. Després d'un temps de recuperació, va aparèixer com a portaveu dels socialistes de Girona. El 24 de setembre de 1976 va participar i intervenir en el míting del PSC amb el lema Guanyem la llibertat a Girona, en què també van intervenir, entre d'altres, Jordi Llimona i Joan Reventós. Durant la Transició democràtica i la preparació de les [eleccions democràtiques de 1977], participà activament en el procés d'unificació socialista, al PSC-Congrés, i després en la creació del Partit dels Socialistes de Catalunya (PSC) l'any 1978. Casero va militar també a Unió Sindical Obrera (USO), després a la Unió General de Treballadors (UGT) i va ser delegat sindical. Més tard, va ser el promotor de l'associació de veïns del barri de Pont Major.

## A l'etapa democràtica[2]

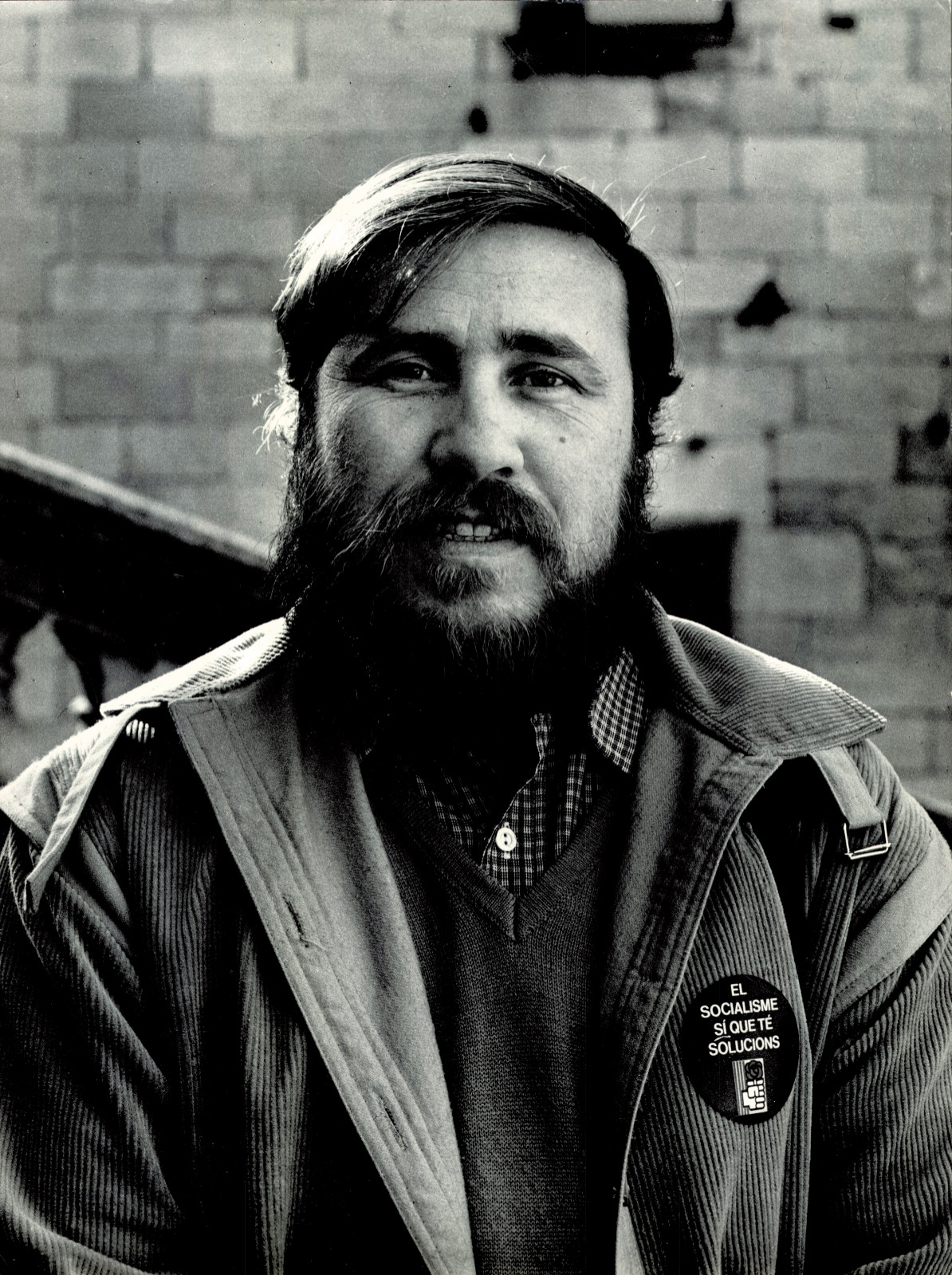
Just M. Casero en una imatge de campanya feta per Quim Curbet per a les primeres eleccions municipals democràtiques a Girona.

Professionalment es va implicar amb Pius Pujades i un grup procedent de la revista Presència en el projecte de creació d'un diari en català, el Punt Diari, el futur diari El Punt i actualment El Punt Avui, amb un sistema associatiu similar a l'Avui de Barcelona. El primer número va sortir al febrer de 1979. Just M. Casero en serà el gerent. Però el mateix any va dimitir perquè va ser inclòs a la llista del PSC a les eleccions de l'Ajuntament de Girona encapçalades per Joaquim Nadal. Va ser elegit regidor amb trenta-tres anys, i hi va restar fins a la seva mort l'any 1981.
Com a regidor de l'Ajuntament de Girona va ser nomenat president del Consell Municipal de Sarrià de Ter, i va preparar el procés de segregació d'aquest antic municipi annexionat a la força a la ciutat de Girona durant el franquisme. Va formar part també de la Diputació de Girona on va ser portaveu del grup socialista. També va ser president de la Comissió de Sanitat i Serveis Socials, amb responsabilitats sobre l'Hospital Santa Caterina i la Llar Infantil i la Residència del Puig d'en Roca de Girona, i va mantenir aquest càrrec excepcionalment pel seu prestigi personal quan el PSC va passar a l'oposició. Va posar les bases d'una nova orientació en els serveis socials i sanitaris (especialment en el psiquiàtrics i mentals). Tot i aquesta tasca en el govern local, Casero va continuar amb les seves col·laboracions periòdistiques setmanalment amb una secció diaria sota el títol Quiosc al Punt Diari, que fou recollida en un llibre d'homenatges pòstum.
A primers de desembre de 1980 es va començar a sentir malament i li van diagnosticar un càncer. Just M. Casero va morir a Girona el 31 de gener de 1981.

## Reconeixements
Nomenament de "Sarrianenc d'Honor" a títol póstum pel Consell Municipal de Sarrià de Ter, el 28 de febrer de 1981.
La “Llibreria 22” de Girona el mateix any 1981 va instaurar el Premi de novel·la curta Just Manuel Casero que s'atorga anualment en el marc de les Fires i Festes de Sant Narcís.
Hi ha una plaça Just Casero, al barri del Món Millor de la carretera de Llers, a Figueres, molt a prop d'on havia viscut la família, des del 31 de gener de 1996.
L'Ajuntament de Girona va honorar la seva memòria amb un monòlit d'homenatge inaugurat el 5 d'abril de 1983 davant la porta del cementiri del Pont Major, on és enterrat, i ben a prop de la casa on va viure. La inscripció diu: “L'Ajuntament de Girona, en memòria de Just M. Casero Madrid (1946 - Abrantes, Portugal 1981 - Girona), que va viure i treballar al Pont Major de Girona”. També l'Ajuntament de Girona donar el nom de Just M. Casero a un carrer del barri del Pont Major de Girona, des del 8 de juliol de 1997, i va inaugurar l'any 2003 la Biblioteca municipal Just M Casero